# Caillac
Caillac est une commune française située dans le sud-ouest du département du Lot, en région Occitanie.
Elle est également dans la Bouriane, une région naturelle sablonneuse et collinaire couverte de forêt avec comme essence principale des châtaigniers.
Exposée à un climat océanique altéré, elle est drainée par le Lot, le ruisseau de Rouby. La commune possède un patrimoine naturel remarquable composé d'une zone naturelle d'intérêt écologique, faunistique et floristique.
Ses habitants s'appellent les Caillacois.
Caillac est une commune rurale qui compte 590 habitants en 2022, après avoir connu une forte hausse de la population depuis 1968. Elle fait partie de l'aire d'attraction de Cahors. Ses habitants sont appelés les Caillacois ou  Caillacoises.

## Géographie

### Localisation
Commune de l'aire d'attraction de Cahors située dans le Quercy à une dizaine de kilomètres de Cahors sur les rives du Lot. Sa topologie vallonnée et son ensoleillement ont favorisé l'industrie viticole, qui est la principale activité de la commune.

### Communes limitrophes
Les communes limitrophes sont  Crayssac, Douelle, Espère, Mercuès et Parnac.
|        | Crayssac | Espère  |
| Parnac | Caillac  | Mercuès |
|        | Douelle  |         |

### Climat
Pour des articles plus généraux, voir Climat de l'Occitanie et Climat du Lot.
En 2010, le climat de la commune est de type climat du Bassin du Sud-Ouest, selon une étude s'appuyant sur une série de données couvrant la période 1971-2000. En 2020, Météo-France publie une typologie des climats de la France métropolitaine dans laquelle la commune est exposée à un climat océanique altéré et est dans la région climatique Aquitaine, Gascogne, caractérisée par une pluviométrie abondante au printemps, modérée en automne, un faible ensoleillement au printemps, un été chaud (19,5 °C), des vents faibles, des brouillards fréquents en automne et en hiver et des orages fréquents en été (15 à 20 jours).
Pour la période 1971-2000, la température annuelle moyenne est de 13,4 °C, avec une amplitude thermique annuelle de 15,8 °C. Le cumul annuel moyen de précipitations est de 865 mm, avec 10,6 jours de précipitations en janvier et 6,1 jours en juillet. Pour la période 1991-2020, la température moyenne annuelle observée sur la station météorologique la plus proche, située sur la commune d'Anglars-Juillac à 12 km à vol d'oiseau, est de 13,5 °C et le cumul annuel moyen de précipitations est de 822,6 mm,. Pour l'avenir, les paramètres climatiques de la commune estimés pour 2050 selon différents scénarios d’émission de gaz à effet de serre sont consultables sur un site dédié publié par Météo-France en novembre 2022.

### Milieux naturels et biodiversité

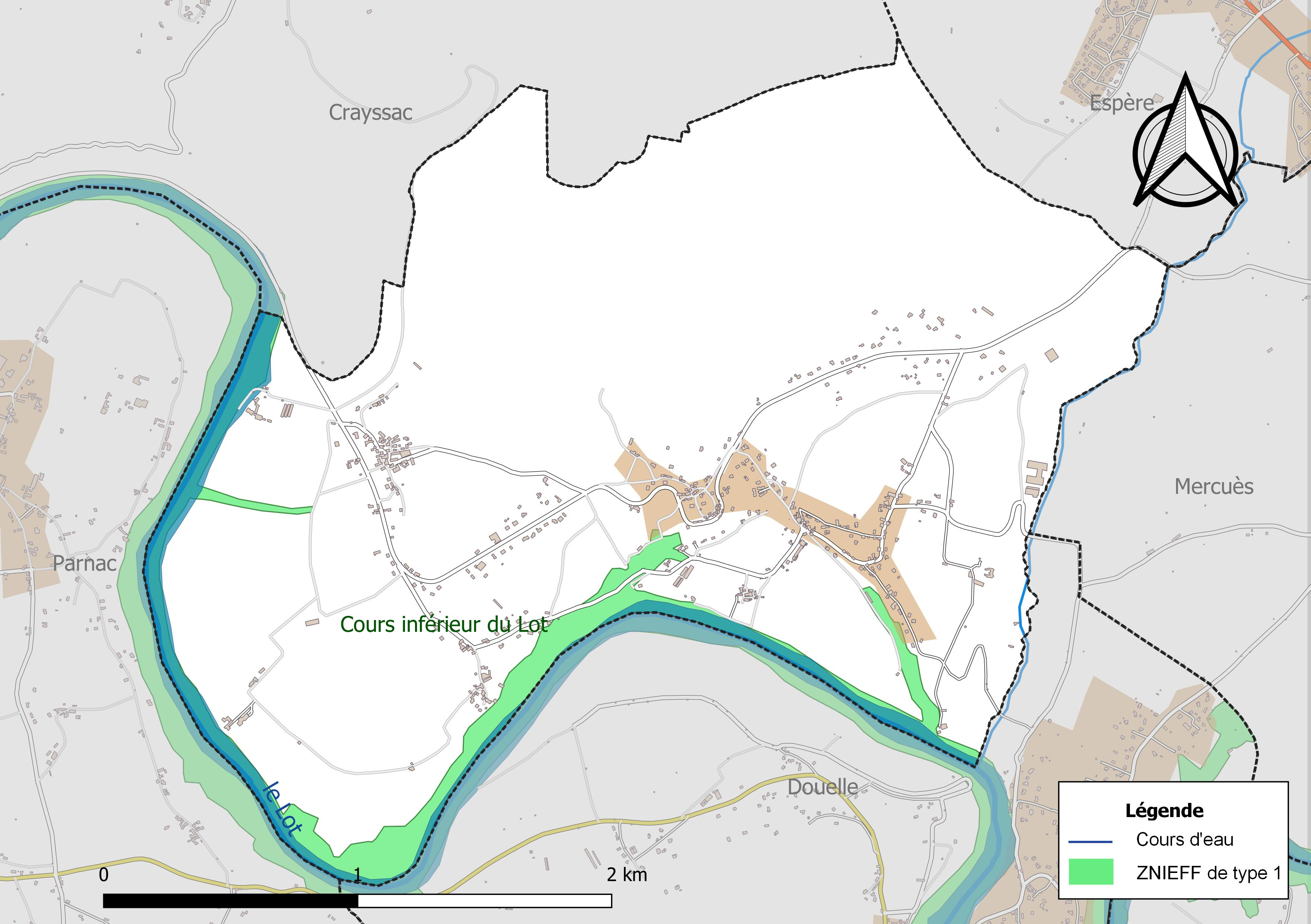
Carte de la ZNIEFF de type 1 localisée sur la commune.

L’inventaire des zones naturelles d'intérêt écologique, faunistique et floristique (ZNIEFF) a pour objectif de réaliser une couverture des zones les plus intéressantes sur le plan écologique, essentiellement dans la perspective d’améliorer la connaissance du patrimoine naturel national et de fournir aux différents décideurs un outil d’aide à la prise en compte de l’environnement dans l’aménagement du territoire.
Une ZNIEFF de type 1 est recensée sur la commune :
le « cours inférieur du Lot » (1 209 ha), couvrant 25 communes dont 23 dans le Lot et deux dans le Lot-et-Garonne.

## Urbanisme

### Typologie
Au 1er janvier 2024, Caillac est catégorisée commune rurale à habitat dispersé, selon la nouvelle grille communale de densité à sept niveaux définie par l'Insee en 2022.
Elle est située hors unité urbaine. Par ailleurs la commune fait partie de l'aire d'attraction de Cahors, dont elle est une commune de la couronne,. Cette aire, qui regroupe 78 communes, est catégorisée dans les aires de 50 000 à moins de 200 000 habitants,.

### Occupation des sols
L'occupation des sols de la commune, telle qu'elle ressort de la base de données européenne d’occupation biophysique des sols Corine Land Cover (CLC), est marquée par l'importance des territoires agricoles (61,7 % en 2018), une proportion identique à celle de 1990 (61,7 %). La répartition détaillée en 2018 est la suivante : 
zones agricoles hétérogènes (31,4 %), cultures permanentes (26,8 %), forêts (19,7 %), milieux à végétation arbustive et/ou herbacée (9,5 %), eaux continentales (5,5 %), zones urbanisées (3,6 %), prairies (3,5 %). L'évolution de l’occupation des sols de la commune et de ses infrastructures peut être observée sur les différentes représentations cartographiques du territoire : la carte de Cassini (XVIIIe siècle), la carte d'état-major (1820-1866) et les cartes ou photos aériennes de l'IGN pour la période actuelle (1950 à aujourd'hui).

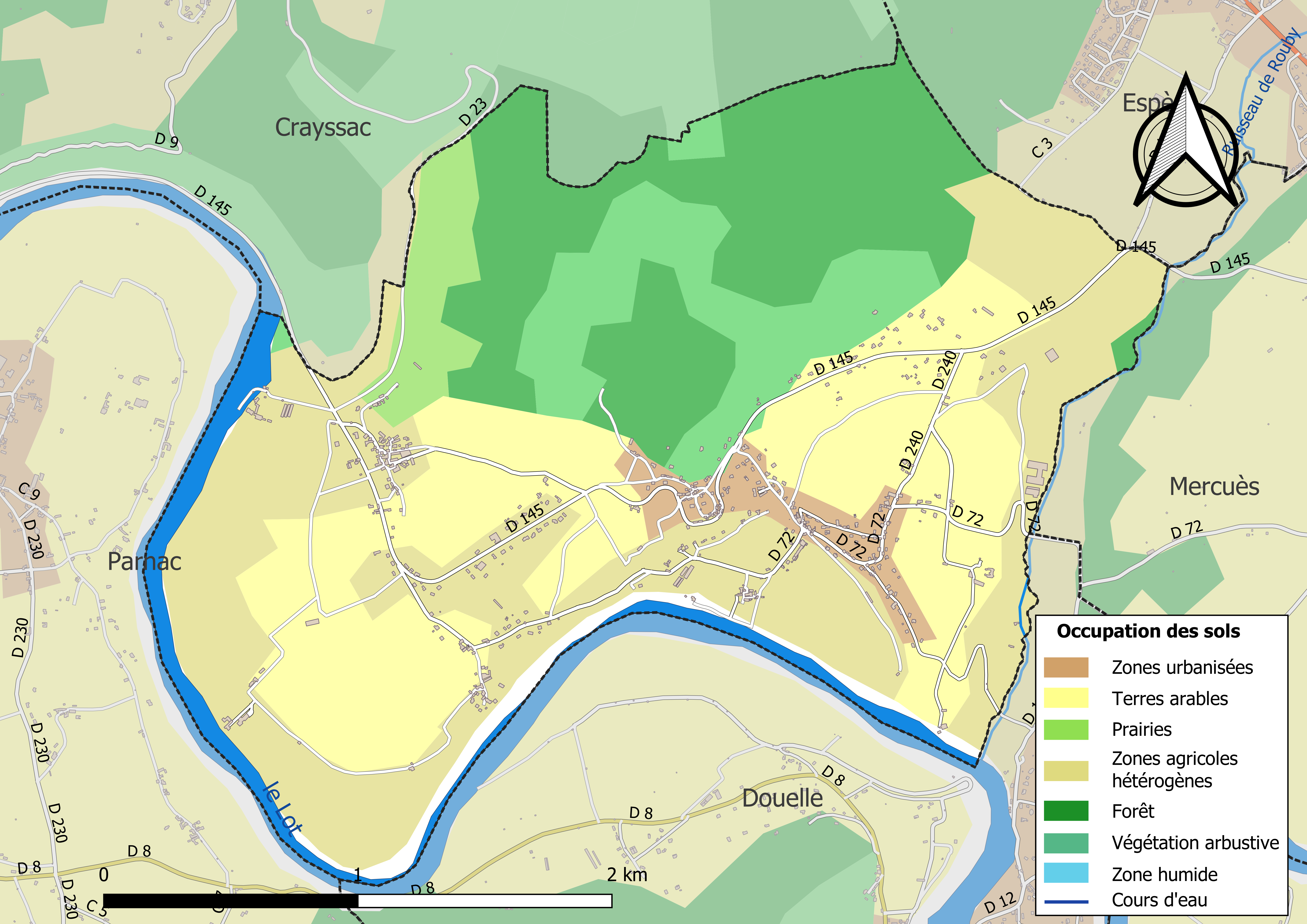
Carte des infrastructures et de l'occupation des sols de la commune en 2018 (CLC).

### Risques majeurs
Le territoire de la commune de Caillac est vulnérable à différents aléas naturels : météorologiques (tempête, orage, neige, grand froid, canicule ou sécheresse), inondations, feux de forêts, mouvements de terrains et séisme (sismicité très faible). Il est également exposé à un risque technologique, la rupture d'un barrage. Un site publié par le BRGM permet d'évaluer simplement et rapidement les risques d'un bien localisé soit par son adresse soit par le numéro de sa parcelle.

#### Risques naturels
La commune fait partie du territoire à risques importants d'inondation (TRI) de Cahors, regroupant 14 communes concernées par un risque de débordement du Lot et du ruisseau du Bartassec, un des 18 TRI qui ont été arrêtés fin 2012 sur le bassin Adour-Garonne. L'événement passé le plus significatif est la crue des 9 et 10 mars 1927 où le Lot a atteint 8,90 m à Cahors après une montée très rapide des eaux. Seules les crues de 1783 et 1833 ont dépassé ces valeurs. Les dégâts ont été très importants. Deux crues survenues sur le Bartassec en 1996 et 2010 ont eu un très fort impact sur les activités économiques de l'agglomération de Cahors. Des cartes des surfaces inondables ont été établies pour trois scénarios : fréquent (crue de temps de retour de 10 ans à 30 ans), moyen (temps de retour de 100 ans à 300 ans) et extrême (temps de retour de l'ordre de 1 000 ans, qui met en défaut tout système de protection). La commune a été reconnue en état de catastrophe naturelle au titre des dommages causés par les inondations et coulées de boue survenues en 1982, 1993, 1999 et 2003,.
Caillac est exposée au risque de feu de forêt. Un plan départemental de protection des forêts contre les incendies a été approuvé par arrêté préfectoral le 30 novembre 2015 pour la période 2015-2025. Les propriétaires doivent ainsi couper les broussailles, les arbustes et les branches basses sur une profondeur de 50 mètres, aux abords des constructions, chantiers, travaux et installations de toute nature, situées à moins de 200 mètres de terrains en nature
de bois, forêts, plantations, reboisements, landes ou friches. Le brûlage des déchets issus de l’entretien des parcs et jardins des ménages et des collectivités est interdit. L’écobuage est également interdit, ainsi que les feux de type méchouis et barbecues, à l’exception de ceux prévus dans des installations fixes (non situées sous couvert d'arbres) constituant une dépendance d'habitation.

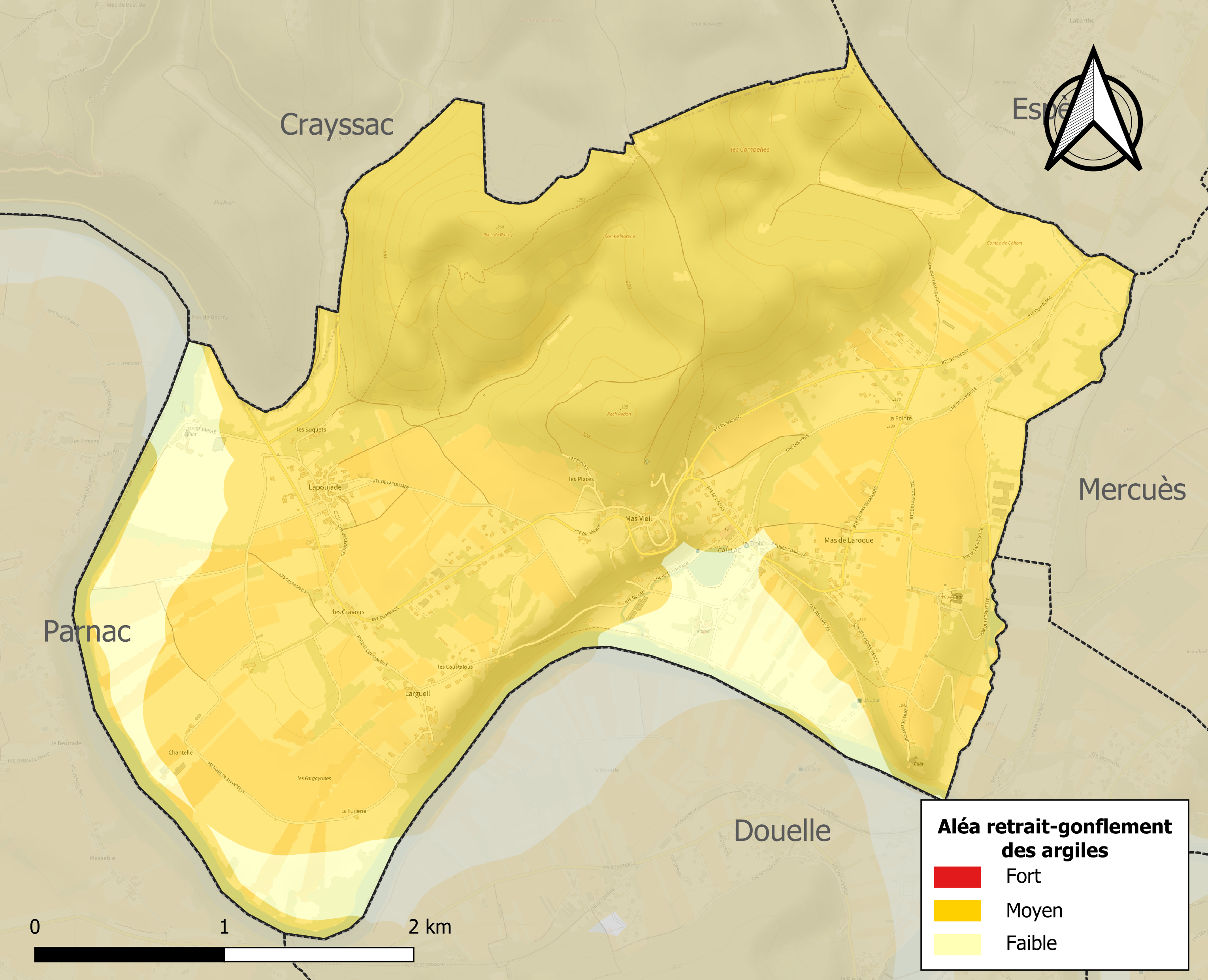
Carte des zones d'aléa retrait-gonflement des sols argileux de Caillac.

Les mouvements de terrains susceptibles de se produire sur la commune sont des affaissements et effondrements liés aux cavités souterraines (hors mines), des éboulements, chutes de pierres et de blocs et des tassements différentiels. Par ailleurs, afin de mieux appréhender le risque d’affaissement de terrain, l'inventaire national des cavités souterraines permet de localiser celles situées sur la commune.
Le retrait-gonflement des sols argileux est susceptible d'engendrer des dommages importants aux bâtiments en cas d’alternance de périodes de sécheresse et de pluie. 88,9 % de la superficie communale est en aléa moyen ou fort (67,7 % au niveau départemental et 48,5 % au niveau national). Sur les 308 bâtiments dénombrés sur la commune en 2019, 286 sont en aléa moyen ou fort, soit 93 %, à comparer aux 72 % au niveau départemental et 54 % au niveau national. Une cartographie de l'exposition du territoire national au retrait gonflement des sols argileux est disponible sur le site du BRGM,.
Par ailleurs, afin de mieux appréhender le risque d’affaissement de terrain, l'inventaire national des cavités souterraines permet de localiser celles situées sur la commune.
Concernant les mouvements de terrains, la commune a été reconnue en état de catastrophe naturelle au titre des dommages causés par la sécheresse en 1989 et par des mouvements de terrain en 1999.

#### Risques technologiques
La commune est en outre située en aval des barrages de Grandval et de Sarrans, des ouvrages de classe A disposant d'une retenue de respectivement 270,6 millions et 296 millions de mètres cubes,

## Toponymie
Le toponyme Caillac serait basé sur l'anthroponyme gallo-romain Callius. La terminaison -ac est issue du suffixe gaulois -acon (lui-même du celtique commun *-āko-), souvent latinisé en -acum dans les textes.

## Histoire
Les premières traces d'occupation à Caillac sont gallo-romaines. Il existait à l'époque un domaine agricole. D'autres vestiges parsèment sa surface et témoignent d'une occupation principalement agricole de la commune. Jusqu'au vingtième siècle, Caillac était réputée pour la culture de la fraise. Petit à petit, cette culture a été remplacée par celle de la vigne.

## Héraldique
| Blason de Caillac | Blason  | Écartelé: au premier d'or à trois fasces de gueules, au deuxième d'or à deux lions léopardés de gueules et à la bordure de sinople chargée de huit besants d'argent, au troisième d'or à trois pals de gueules, au quatrième contre-écartelé aux I et IV d'azur au loup ravissant d'or, aux II et III d'or au tourteau de gueules; sur le tout, d'azur à trois rocs d'échiquier d'or |
| Blason de Caillac | Détails | Le statut officiel du blason reste à déterminer. |

## Politique et administration
| Période                                  | Période | Identité                    | Étiquette | Qualité |
| ---------------------------------------- | ------- | --------------------------- | --------- | ------- |
| 1793                                     | 1798    | Guillaume Louis Solayres    |           |         |
| 1798                                     | 1813    | Bertrand Laulanie           |           |         |
| 1813                                     | 1821    | Jean Pierre Delfour         |           |         |
| 1821                                     | 1830    | Joseph Laulanie             |           |         |
| 1831                                     | 1836    | Jean Delfour                |           |         |
| 1837                                     | 1871    | Jean Joseph Theron          |           |         |
| 1871                                     | 1874    | Charles Delcros             |           |         |
| 1874                                     | 1893    | Gaston du Bois de Gaudusson |           |         |
| 1893                                     | 1897    | Justin Valet                |           |         |
| 1898                                     | 1900    | Gaston du Bois de Gaudusson |           |         |
| 1900                                     | 1902    | Alfred Lafage               |           |         |
| 2001                                     |         | José Tillou                 |           |         |
| Les données manquantes sont à compléter. |         |                             |           |         |

## Démographie
L'évolution du nombre d'habitants est connue à travers les recensements de la population effectués dans la commune depuis 1793. Pour les communes de moins de 10 000 habitants, une enquête de recensement portant sur toute la population est réalisée tous les cinq ans, les populations de référence des années intermédiaires étant quant à elles estimées par interpolation ou extrapolation. Pour la commune, le premier recensement exhaustif entrant dans le cadre du nouveau dispositif a été réalisé en 2008.

En 2022, la commune comptait 590 habitants, en évolution de −2,32 % par rapport à 2016 (Lot : +1,31 %, France hors Mayotte : +2,11 %).
| 1793 | 1800 | 1806 | 1821 | 1831 | 1836 | 1841 | 1846 | 1851 |
| ---- | ---- | ---- | ---- | ---- | ---- | ---- | ---- | ---- |
| 611  | 631  | 660  | 633  | 630  | 677  | 632  | 655  | 650  |

| 1856 | 1861 | 1866 | 1872 | 1876 | 1881 | 1886 | 1891 | 1896 |
| ---- | ---- | ---- | ---- | ---- | ---- | ---- | ---- | ---- |
| 655  | 657  | 656  | 620  | 604  | 559  | 546  | 574  | 535  |

| 1901 | 1906 | 1911 | 1921 | 1926 | 1931 | 1936 | 1946 | 1954 |
| ---- | ---- | ---- | ---- | ---- | ---- | ---- | ---- | ---- |
| 514  | 505  | 506  | 425  | 394  | 400  | 405  | 372  | 413  |

| 1962 | 1968 | 1975 | 1982 | 1990 | 1999 | 2006 | 2008 | 2013 |
| ---- | ---- | ---- | ---- | ---- | ---- | ---- | ---- | ---- |
| 365  | 335  | 386  | 409  | 488  | 533  | 563  | 573  | 600  |

| 2018 | 2022 | - | - | - | - | - | - | - |
| ---- | ---- | - | - | - | - | - | - | - |
| 593  | 590  | - | - | - | - | - | - | - |

## Économie

### Revenus
En 2018, la commune compte 232 ménages fiscaux, regroupant 541 personnes. La médiane du revenu disponible par unité de consommation est de 22 050 € (20 740 € dans le département).

### Emploi
|                | 2008  | 2013  | 2018   |
| -------------- | ----- | ----- | ------ |
| Commune        | 4,8 % | 7,3 % | 11,9 % |
| Département    | 7,3 % | 8,9 % | 9,6 %  |
| France entière | 8,3 % | 10 %  | 10 %   |

En 2018, la population âgée de 15 à 64 ans s'élève à 369 personnes, parmi lesquelles on compte 75,1 % d'actifs (63,1 % ayant un emploi et 11,9 % de chômeurs) et 24,9 % d'inactifs,. En  2018, le taux de chômage communal (au sens du recensement) des 15-64 ans est supérieur à celui du département et de la France, alors qu'en 2008 la situation était inverse.
La commune fait partie de la couronne de l'aire d'attraction de Cahors, du fait qu'au moins 15 % des actifs travaillent dans le pôle,. Elle compte 204 emplois en 2018, contre 221 en 2013 et 180 en 2008. Le nombre d'actifs ayant un emploi résidant dans la commune est de 235, soit un indicateur de concentration d'emploi de 86,7 % et un taux d'activité parmi les 15 ans ou plus de 54,6 %.
Sur ces 235 actifs de 15 ans ou plus ayant un emploi, 49 travaillent dans la commune, soit 21 % des habitants. Pour se rendre au travail, 91,1 % des habitants utilisent un véhicule personnel ou de fonction à quatre roues, 0,9 % les transports en commun, 3,8 % s'y rendent en deux-roues, à vélo ou à pied et 4,3 % n'ont pas besoin de transport (travail au domicile).

### Activités hors agriculture

#### Secteurs d'activités
39 établissements sont implantés  à Caillac au 31 décembre 2019. Le tableau ci-dessous en détaille le nombre par secteur d'activité et compare les ratios avec ceux du département,.
| Secteur d'activité                                                                                        | Commune | Commune | Département |
| Secteur d'activité                                                                                        | Nombre  | %       | %           |
| --- | ------- | ------- | ----------- |
| Ensemble                                                                                                  | 39      |         |             |
| Industrie manufacturière, industries extractives et autres                                                | 2       | 5,1 %   | (14 %)      |
| Construction                                                                                              | 7       | 17,9 %  | (13,9 %)    |
| Commerce de gros et de détail, transports, hébergement et restauration                                    | 10      | 25,6 %  | (29,9 %)    |
| Information et communication                                                                              | 1       | 2,6 %   | (1,8 %)     |
| Activités immobilières                                                                                    | 3       | 7,7 %   | (3,5 %)     |
| Activités spécialisées, scientifiques et techniques et activités de services administratifs et de soutien | 10      | 25,6 %  | (13,5 %)    |
| Administration publique, enseignement, santé humaine et action sociale                                    | 3       | 7,7 %   | (12 %)      |
| Autres activités de services                                                                              | 3       | 7,7 %   | (8,7 %)     |

Le secteur des activités spécialisées, scientifiques et techniques et des activités de services administratifs et de soutien est prépondérant sur la commune puisqu'il représente 25,6 % du nombre total d'établissements de la commune (10 sur les 39 entreprises implantées  à Caillac), contre 13,5 % au niveau départemental.

#### Entreprises et commerces
Les quatre entreprises ayant leur siège social sur le territoire communal qui génèrent le plus de chiffre d'affaires en 2020 sont : 
- Laboratoires Phyt's, commerce de gros (commerce interentreprises) de parfumerie et de produits de beauté (9 262 k€)
- Laboratoires Phyt's Productions, fabrication de parfums et de produits pour la toilette (8 605 k€)
- Clinique Du Relais, activités hospitalières (1 948 k€)
- Da Ascencao Antonio, travaux d'installation électrique dans tous locaux (66 k€)

### Agriculture
|               | 1988 | 2000 | 2010 | 2020 |
| ------------- | ---- | ---- | ---- | ---- |
| Exploitations | 38   | 15   | 14   | 8    |
| SAU (ha)      | 258  | 233  | 198  | 201  |

La commune est dans la vallée du Lot », une petite région agricole s'étendant d'est en ouest et de part et d'autre du cours du Lot, particulièrement réputée pour ses vignes, celles du vignoble de Cahors plus précisément. En 2020, l'orientation technico-économique de l'agriculture  sur la commune est la viticulture. Huit exploitations agricoles ayant leur siège dans la commune sont dénombrées lors du recensement agricole de 2020 (38 en 1988). La superficie agricole utilisée est de 201 ha,,.

## Culture locale et patrimoine

### Lieux et monuments
- Caillac possède une église romane : église Saint-Pierre-et-Saint-Paul. L'édifice est classé au titre des monuments historiques en 1979[34]. Plusieurs objets (tableaux, statues, etc) sont référencer dans la base Palissy[34].
- Le château Lagrézette, édifié à la Renaissance, situé au milieu d'un domaine viticole et propriété d'un industriel français célèbre. Il est classé au titre des monuments historiques en 1982[35].
- Le château de Langle au bord du Lot. Le château de Langle est une possession des seigneurs de Luzech, au XVe siècle. Langle a été donné par Guillaume-Amalvin V, baron de Luzech, à son fils cadet, Gasbert de Luzech, qui est peut-être le constructeur originel[36]. Le château de Langle est entrée dans les biens de la famille de Géniès après le mariage en 1505 de Jeanne de Luzech avec Antoine de Geniès[37].
- Le château de Laroque, autrefois appelé « Larroque del Pont », cité en 1254, pendant la guerre de Cent Ans. Annet de Massaut est le seigneur du lieu en 1510. Le château est reconstruit au début du XVIe siècle. Cette branche de la famille de Massaut est restée propriétaire du château jusqu'en 1682. Françoise de Boissy, fondatrice de l'ordre des Mirepoises qui s'occupe des écoles chrétiennes dans le Lot, a alors acheté le château. Le château est vendu comme bien national à la Révolution.
- Depuis 2006, un lac artificiel a été construit en centre-ville pour développer l'activité de pêche de loisir.

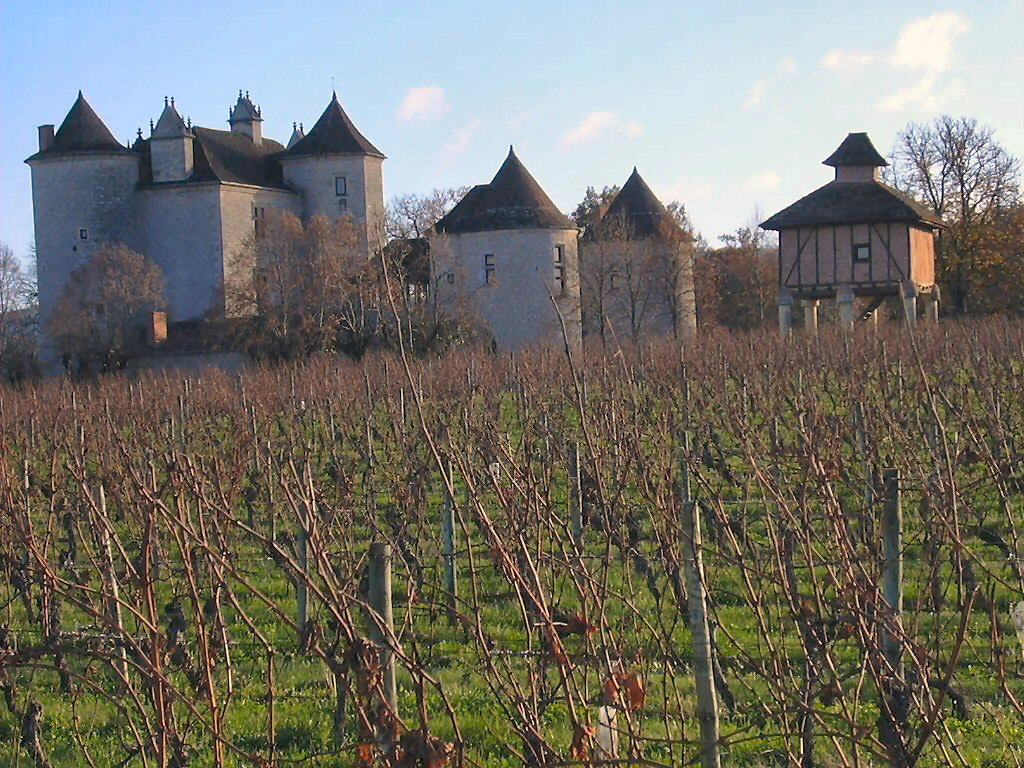
Vue du château Lagrezette.
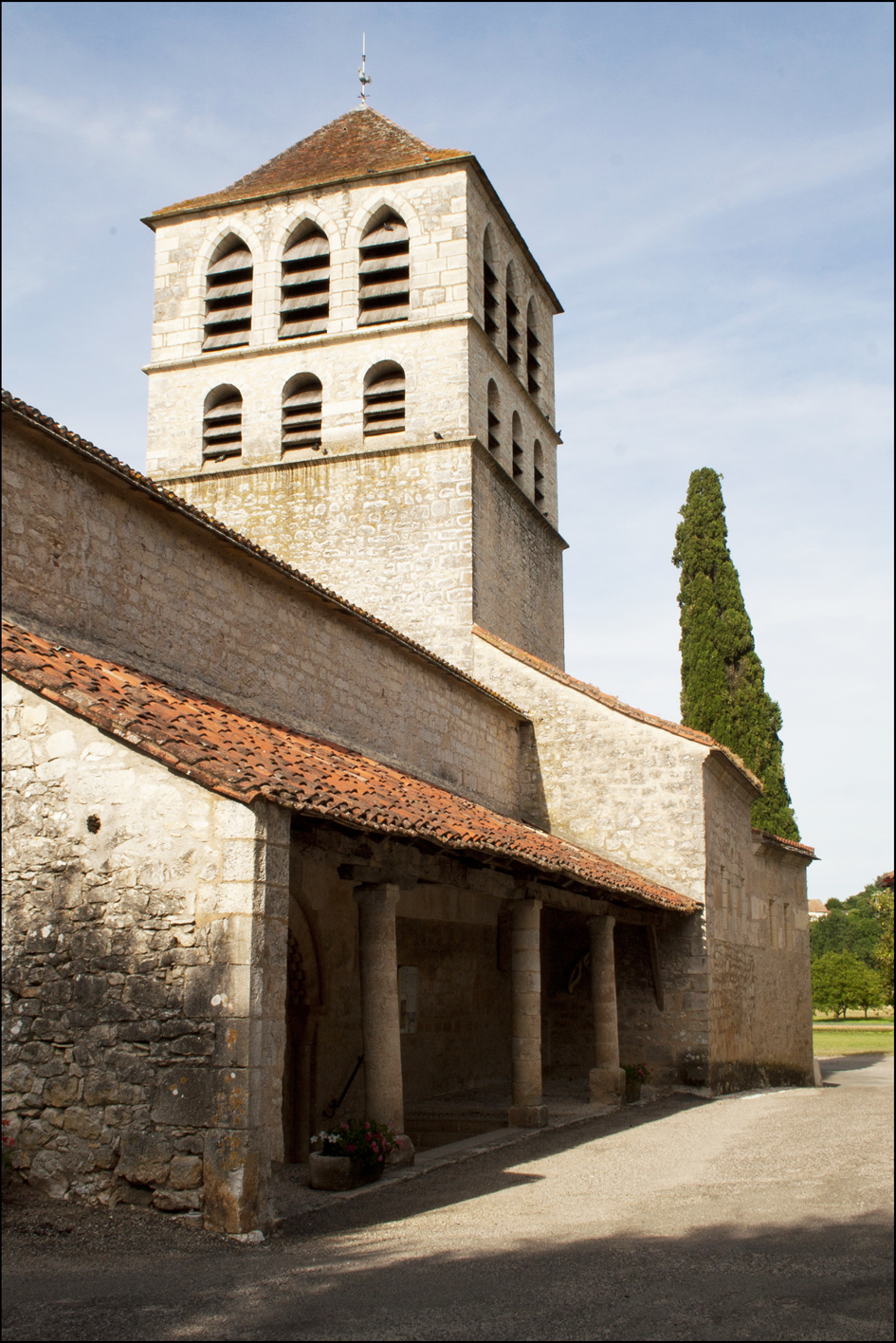
Église Saint-Pierre-et-Saint-Paul.

### Personnalités liées à la commune
- Le général Joachim Ambert (1804-1890) né au château de Lagrézette le 8 février 1804.
- Alain-Dominique Perrin, homme d'affaires français, propriétaire du château Lagrézette depuis 1980.
- Tony Blair, à l'époque Premier ministre du Royaume-Uni, séjourna au château de Lagrezette à l'été 2002[38].
- Le secretaire de la FO André Bergeron (1922-2014).

#### Site de l'Insee
1. ↑  « La grille communale de densité », sur le site de l'Insee, 28 mai 2024 (consulté le 28 juin 2024).
2. 1 2  Insee, « Métadonnées de la commune de Caillac ».
3. ↑  « Liste des communes composant l'aire d'attraction de Cahors », sur le site de l'Insee (consulté le 28 juin 2024).
4. ↑  Marie-Pierre de Bellefon, Pascal Eusebio, Jocelyn Forest, Olivier Pégaz-Blanc et Raymond Warnod (Insee), « En France, neuf personnes sur dix vivent dans l’aire d’attraction d’une ville », sur le site de l'Insee, 21 octobre 2020 (consulté le 28 juin 2024).
5. ↑  « REV T1 - Ménages fiscaux de l'année 2018 à Caillac » (consulté le 5 février 2022).
6. ↑  « REV T1 - Ménages fiscaux de l'année 2018 dans le Lot » (consulté le 5 février 2022).
7. 1 2  « Emp T1 - Population de 15 à 64 ans par type d'activité en 2018 à Caillac » (consulté le 5 février 2022).
8. ↑  « Emp T1 - Population de 15 à 64 ans par type d'activité en 2018 dans le Lot » (consulté le 5 février 2022).
9. ↑  « Emp T1 - Population de 15 à 64 ans par type d'activité en 2018 dans la France entière » (consulté le 5 février 2022).
10. ↑  « Base des aires d'attraction des villes 2020 », sur site de l'Insee (consulté le 10 avril 2021).
11. ↑  « Emp T5 - Emploi et activité en 2018 à Caillac » (consulté le 5 février 2022).
12. ↑  « ACT T4 - Lieu de travail des actifs de 15 ans ou plus ayant un emploi qui résident dans la commune en 2018 » (consulté le 5 février 2022).
13. ↑  « ACT G2 - Part des moyens de transport utilisés pour se rendre au travail en 2018 » (consulté le 5 février 2022).
14. ↑  « DEN T5 - Nombre d'établissements par secteur d'activité au 31 décembre 2019 à Caillac » (consulté le 14 février 2022).
15. ↑  « DEN T5 - Nombre d'établissements par secteur d'activité au 31 décembre 2019 dans le Lot » (consulté le 14 février 2022).

#### Autres sources
1. ↑  Carte IGN sous Géoportail
2. 1 2  Daniel Joly, Thierry Brossard, Hervé Cardot, Jean Cavailhes, Mohamed Hilal et Pierre Wavresky, « Les types de climats en France, une construction spatiale », Cybergéo, revue européenne de géographie - European Journal of Geography, no 501,‎ 18 juin 2010 (DOI 10.4000/cybergeo.23155, lire en ligne, consulté le 14 novembre 2023)
3. ↑  « Zonages climatiques en France métropolitaine. », sur pluiesextremes.meteo.fr (consulté le 14 novembre 2023).
4. ↑  « Orthodromie entre Caillac et Anglars-Juillac », sur fr.distance.to (consulté le 14 novembre 2023).
5. ↑  « Station Météo-France « Anglars » (commune d'Anglars-Juillac) - fiche climatologique - période 1991-2020 », sur donneespubliques.meteofrance.fr (consulté le 14 novembre 2023).
6. ↑  « Station Météo-France « Anglars » (commune d'Anglars-Juillac) - fiche de métadonnées. », sur donneespubliques.meteofrance.fr (consulté le 14 novembre 2023).
7. ↑  « Climadiag Commune : diagnostiquez les enjeux climatiques de votre collectivité. », sur meteofrance.fr, novembre 2022 (consulté le 14 novembre 2023).
8. ↑  « Liste des ZNIEFF de la commune de Caillac », sur le site de l'Inventaire national du patrimoine naturel (consulté le 2 septembre 2021).
9. ↑  « ZNIEFF le « cours inférieur du Lot » - fiche descriptive », sur le site de l'inventaire national du patrimoine naturel (consulté le 2 septembre 2021).
10. ↑  « CORINE Land Cover (CLC) - Répartition des superficies en 15 postes d'occupation des sols (métropole). », sur le site des données et études statistiques du ministère de la Transition écologique. (consulté le 14 avril 2021).
11. 1 2 3  « Les risques près de chez moi - commune de Caillac », sur Géorisques (consulté le 17 octobre 2022).
12. ↑  BRGM, « Évaluez simplement et rapidement les risques de votre bien », sur Géorisques (consulté le 13 septembre 2022).
13. ↑  « Liste des territoires à risque important d'inondation (TRI) de 2012 sur le bassin Adour-Garonne »(Archive.org • Wikiwix • Archive.is • Google • Que faire ?), sur occitanie.developpement-durable.gouv.fr (consulté le 13 septembre 2022).
14. ↑  « cartographie des risques d'inondations du TRI de Cahors », sur occitanie.developpement-durable.gouv.fr (consulté le 13 septembre 2022).
15. ↑  « Dossier départemental des risques majeurs dans le Lot »(Archive.org • Wikiwix • Archive.is • Google • Que faire ?), sur lot.gouv.fr (consulté le 13 septembre 2022), partie 1 -  chapitre Risque inondation.
16. ↑  « Dossier départemental des risques majeurs dans le Lot »(Archive.org • Wikiwix • Archive.is • Google • Que faire ?), sur lot.gouv.fr (consulté le 13 septembre 2022).
17. ↑  « Dossier départemental des risques majeurs dans le Lot »(Archive.org • Wikiwix • Archive.is • Google • Que faire ?), sur lot.gouv.fr (consulté le 13 septembre 2022), chapitre Mouvements de terrain.
18. 1 2  « Liste des cavités souterraines localisées sur la commune de Caillac », sur georisques.gouv.fr (consulté le 13 septembre 2022).
19. ↑  « Retrait-gonflement des argiles », sur le site de l'observatoire national des risques naturels (consulté le 13 septembre 2022).
20. ↑  Article R214-112 du code de l’environnement
21. ↑  « barrage de Grandval », sur barrages-cfbr.eu (consulté le 13 septembre 2022).
22. ↑  « barrage de Sarrans », sur barrages-cfbr.eu (consulté le 13 septembre 2022).
23. ↑  « Dossier départemental des risques majeurs dans le Lot »(Archive.org • Wikiwix • Archive.is • Google • Que faire ?), sur lot.gouv.fr (consulté le 13 septembre 2022), chapitre Risque rupture de barrage.
24. ↑  Gaston Bazalgues, À la découverte des noms de lieux du Quercy : Toponymie lotoise, Gourdon, Éditions de la Bouriane et du Quercy, juin 2002, 127 p. (ISBN 2-910540-16-2), p. 108.
25. ↑  « Les maires de Caillac », sur francegenweb.org, 19 février 2011 (consulté le 8 octobre 2016).
26. ↑  L'organisation du recensement, sur insee.fr.
27. ↑  Calendrier départemental des recensements, sur insee.fr.
28. ↑  Des villages de Cassini aux communes d'aujourd'hui sur le site de l'École des hautes études en sciences sociales.
29. ↑  Fiches Insee - Populations de référence de la commune pour les années 2006, 2007, 2008, 2009, 2010, 2011, 2012, 2013, 2014, 2015, 2016, 2017, 2018, 2019, 2020, 2021 et 2022.
30. ↑  « Entreprises à Caillac », sur entreprises.lefigaro.fr (consulté le 14 février 2022).
31. ↑  « Les régions agricoles (RA), petites régions agricoles(PRA) - Année de référence : 2017 », sur agreste.agriculture.gouv.fr (consulté le 14 février 2022).
32. ↑  Présentation des premiers résultats du recensement agricole 2020, Ministère de l’agriculture et de l’alimentation, 10 décembre 2021
33. ↑  « Fiche de recensement agricole - Exploitations ayant leur siège dans la commune de Caillac - Données générales », sur recensement-agricole.agriculture.gouv.fr (consulté le 14 février 2022).
34. 1 2  « Église Saint-Pierre », notice no PA00095031, sur la plateforme ouverte du patrimoine, base Mérimée, ministère français de la Culture.
35. ↑  « Château de La Grézette », notice no PA00095030, sur la plateforme ouverte du patrimoine, base Mérimée, ministère français de la Culture.
36. ↑  Caillac : patrimoine (suite)
37. ↑  Seigneurie de Langle
38. ↑  (en) « Blair to face inquiry over holiday with tobacco boss » par Melissa Kite, The Daily Telegraph 25 décembre 2004.